# Strongman All Japan Triathlon

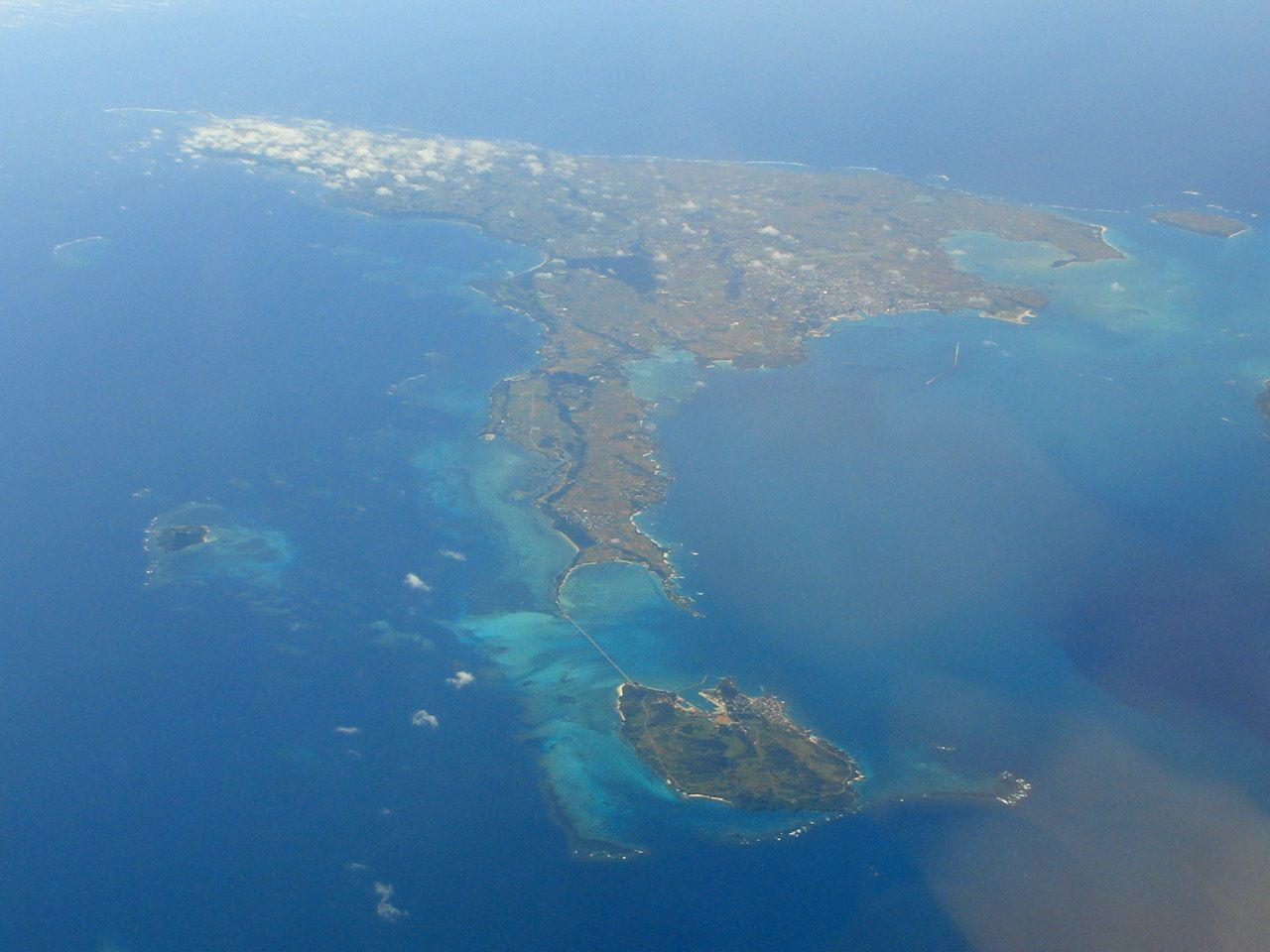
Luftbildaufnahme von Miyakojima

Der Strongman All Japan Triathlon (jap. 全日本トライアスロン宮古島大会) ist eine seit 1984 jährlich im April stattfindende Sportveranstaltung im Triathlon über die Langdistanz (3 km Schwimmen, 155 km Radfahren und 42,195 km Laufen) auf Miyako-jima in der Präfektur Okinawa, Japan. 

## Organisation
Am 28. April 1985 wurde dieser Langdistanz-Triathlon mit 243 Teilnehmern erstmals ausgetragen. Japans traditionsreichster Triathlon entwickelte sich rasch zum bedeutendsten Langdistanz-Triathlon des Inselstaats und stellt den sportlichen Jahreshöhepunkt auf der von rund 50.000 Menschen bewohnten subtropischen Insel dar. Wohl einzigartig ist ein Denkmal in Miyakojima, der einzelnen Stadt der Insel, an dem sämtliche Sieger und Siegerinnen der bisherigen Austragungen des Miyako Strongman auf Keramiktafeln verewigt sind. Bereits in den 1990er-Jahren gingen für den auf 1500 Starter limitierten Wettkampf doppelt so viele Anmeldungen ein. TV-Übertragungen finden in mehreren Kanälen statt. Das von Japanern dominierte Teilnehmerfeld wird alljährlich mit einer Reihe geladener Top-Athleten aus Europa, Amerika, Australien und Neuseeland komplettiert. 
Bis Mitte der 2000er-Jahre fand ebenfalls der Australian Strongman Triathlon in Torquay (Victoria) statt.
2013 und 2015 wurde die Schwimmdistanz witterungsbedingt abgesagt, stattdessen wurde ein Duathlon ausgetragen. 
Als erster Deutscher konnte Lothar Leder den Wettkampf 1994 für sich entscheiden, auf jeweils zwei Siege kommen Markus Forster und Beate Görtz. Weitere bisher eingeladene deutsche Triathleten sind Matthias Klumpp (1999, 2000 und 2001), Norbert Huber (2005 und 2009), Wolfgang Dittrich (1998 und 1999), Jochen Basting (1996 und 1998), Hans Mühlbauer (2006), Clemens Coenen (2008), Olaf Sabatschus (1995), Harald Feierabend (2002) sowie Verena Walter (2008 und 2012) und Julia Bohn. Aus Österreich wurden z. B. Werner Leitner (2002) und Gernot Seidl (2008) eingeladen.
2018 wurde das Rennen zum 34. Mal ausgetragen.

## Streckenverlauf
- Die 3 km lange Schwimmstrecke ist als Rundkurs im Ostchinesischen Meer angelegt.
- Die 155 km lange Radstrecke führt über 1½ Runden durch das leicht hügelige Umland und wird während des Wettkampfes von der Polizei komplett für übrigen Verkehr gesperrt.
- Der abschließende Marathon ist als Wendepunktstrecke gestaltet.[2]

## Siegerliste
| Datum/Jahr      | Männer                 | Männer             | Männer             | Frauen              | Frauen             | Frauen               |
| Datum/Jahr      | Erster Platz           | Zweiter Platz      | Dritter Platz      | Erster Platz        | Zweiter Platz      | Dritter Platz        |
| --------------- | ---------------------- | ------------------ | ------------------ | ------------------- | ------------------ | -------------------- |
| 14. Apr. 2019   |                        |                    |                    |                     |                    |                      |
| 22. Apr. 2018   | Cameron Brown -2-      | Kaito Tohara       | Simon Jung         |                     |                    |                      |
| 23. Apr. 2017   | Cameron Brown          | Simon Jung         | Shawn Wilyman      | Naomi Washizu -3-   |                    |                      |
| 17. Apr. 2016   |                        |                    |                    |                     | Julia Mai          |                      |
| 19. Apr. 2015 * | Tobarra Hirakihito     | Ryan Cross         | Viktor Aloshyn5 *  | Sakai Emi           | Ishii Asami        | Julia Bohn           |
| 20. Apr. 2014   | Benjamin Williams      | Hiroyuki Nishiuchi | Tobarra Hirakihito | Keiko Tanaka        | Sakai Emi          | Matsumaru Hiromi     |
| 21. Apr. 2013 * | Anton Blokhin -2-      | Hayato Kawahara    | Tadejo Miyazuka3 * | Beate Görtz -2-     | Emma Shaw          | Lisa Bartle          |
| 15. Apr. 2012   | Anton Blokhin          | Shingo Kani        | Kim Yo-hil         | Beate Görtz         | Verena Walter      | Matsumaru Hiromi     |
| 25. Apr. 2011   | Hayato Kawahara -2-    | Kanji Kuwabara     | Masayuki Matsumaru | Emi Shiono -2-      | Hiromi Matsumaru   | Mai Taketomo         |
| 18. Apr. 2010   | Wolfgang Guembel       | Iboshi mochi       | Masuda Daiki       | Tamara Kozulina -2- | Emi Shiono         | Nishiuchi Maki       |
| 19. Apr. 2009   | Mitchell Anderson      | Masayuki Matsumaru | Hirotsugu Kuwabara | Tamara Kozulina     | Emi Shiono         | Maki Nishiuchi       |
| 20. Apr. 2008   | Hayato Kawahara        | Masayuki Matsumaru | Gernot Seidl       | Naomi Imaizumi -2-  | Emi Shiono         | Saki Kubota          |
| 22. Apr. 2007   | Park Byung-Hoon        | Masayuki Matsumaru | Hiroyuki Nishiuchi | Rachel Ross         | Emi Shiono         | Naomi Imaizumi       |
| 23. Apr. 2006   | Masayuki Matsumaru -2- | Takumi Obara       | Hans Mühlbauer     | Emi Shiono          | Saki Kubota        | Izumi Oka            |
| 17. Apr. 2005   | Masayuki Matsumaru     | Park Byung-Hoon    | Chann McRae        | Naomi Imaizumi      | Emi Shiono         | Edith Niederfriniger |
| 25. Apr. 2004   | Markus Forster -2-     | Mitchell Anderson  | Petr Vabrousek     | Izumi Oka           | Noriko Yamakura    | Emi Shiono           |
| 20. März 2003   | Markus Forster         | Péter Kropkó       | Garrett MacFedyen  | Chiharu Chiba       | Susan Burr         | Ronda Guzda          |
| 19. Apr. 2002   | Péter Kropkó -4-       | Hideya Miyatsuka   | Shingo Tani        | Megumi Shigaki -2-  | Brigitte Egbert    | Izumi Oka            |
| 15. Apr. 2001   | Péter Kropkó -3-       | Yoshinori Tamura   | Hideya Miyazuka    | Megumi Shigaki      | Noriko Yamakura    | Harumi Matsumoto     |
| 23. Apr. 2000   | Péter Kropkó -2-       | Matthias Klumpp    | Yoshinori Tamura   | Marci Aitken        | Etsuko Yoshida     | Noriko Yamakura      |
| 25. Apr. 1999   | Péter Kropkó           | Matthias Klumpp    | Shingo Tani        | Noriko Yamakura -2- | Marci Aitken       | Cora Vlot            |
| 19. Apr. 1998   | Yoshinori Tamura       | Frank Heldoorn     | Shingo Tani        | Lisa Bentley -2-    | Junko Murakami     | Harumi Matsumoto     |
| 20. Apr. 1997   | Shingo Tani            | Yoshinori Tamura   | Jan van der Marel  | Lisa Bentley        | Katinka Wiltenburg | Ayako Suzuki         |
| 14. Apr. 1996   | Hideya Miyazuka -2-    | Jochen Basting     | Hideki Yamane      | Katinka Wiltenburg  | Alison Coote       | Noriko Yamakura      |
| 23. Apr. 1995   | Hideya Miyazuka        | Yoshinori Tamura   | Olaf Sabatschus    | Terry Martin        | Noriko Yamakura    | Junko Takeuchi       |
| 24. Apr. 1994   | Lothar Leder           | Hideya Miyazuka    | Yoshinori Tamura   | Noriko Yamakura     | J. Despas          | Deidre Grace         |
| 11. Apr. 1993   | Paul Huddle            | Hideya Miyazuka    | Micky Yamamoto     | Junko Murakawi      | Sheryl MacMilan    | Kim Isherwood        |
| 26. Apr. 1992   |                        |                    |                    |                     |                    |                      |
| 21. Apr. 1991   |                        |                    |                    |                     |                    |                      |
| 15. Apr. 1990   |                        |                    |                    |                     |                    |                      |
| 23. Apr. 1989   |                        |                    |                    |                     |                    |                      |
| 24. Apr. 1988   |                        |                    |                    |                     |                    |                      |
| 19. Apr. 1987   |                        |                    |                    |                     |                    |                      |
| 27. Apr. 1986   |                        |                    |                    |                     |                    |                      |
| 28. Apr. 1985   |                        |                    |                    |                     |                    |                      |